# Streams of Whiskey: Live in Leysin, Switzerland 1991
Streams of Whiskey: Live in Leysin, Switzerland 1991 es un álbum en directo de The Pogues, grabado en Leysin (Suiza) en julio de 1991, y editado en 2002. La banda estaba en plena gira de presentación de su recopilatorio The Best of the Pogues, y Shane MacGowan saldría de la banda poco después de la grabación de este álbum.

## Lista de canciones
1. "Streams of whiskey" (Shane MacGowan)
2. "If I should fall from grace with god" (Shane MacGowan)
3. "Boys from the County Hell" (Shane MacGowan)
4. "Young ned of the hill" (Terry Woods / Ron Kavana)
5. "Rain Street" (Shane MacGowan)
6. "Sayonara" (Shane MacGowan)
7. "Battle of Brisbane" (Shane MacGowan)
8. "The body of an American" (Shane MacGowan)
9. "Summer in Siam" (Shane MacGowan)
10. "Thousands are sailing" (Philip Chevron)
11. "The sunnyside of the street" (Shane MacGowan) / Jem Finer)
12. "Dirty old town" (Ewan McColl)
13. "The sick bed of Cuchulainn" (Shane MacGowan)
14. "Yeah, yeah, yeah, yeah, yeah" (Shane MacGowan)
15. "Fiesta" (Shane MacGowan / Jem Finer / Kotscher / Lindt)
16. "Sally MacLennane" (Shane MacGowan)

## Componentes
- Shane MacGowan - voz
- Terry Woods - cítara / voz
- Philip Chevron - guitarra / voz
- Spider Stacy - tin whistle / voz
- Andrew Ranken - batería
- Jem Finer - banjo / saxofón
- Darryl Hunt - bajo
- James Fearnley - acordeón

- Datos: Q3975933